# Grkokatolička crkva sv. Petra i Pavla i katolička kapela Uznesenja Blažene Djevice Marije (Sošice)
Grkokatolička crkva sv. Petra i Pavla i katolička kapela Uznesenja Blažene Djevice Marije (Sošice), katolička crkva u mjestu Sošice, općini Žumberak, zaštićeno kulturno dobro.

## Opis dobra
Grkokatolička župna crkva sv. Petra i Pavla i katolička kapela Uznesenja Blažene Djevice Marije u Sošicama smještene su jedna pored druge na istoj katastarskoj čestici, na uzvisini unutar naselja. Od dvije građevine starija i veća je grkokatolička župna crkva sv. Petra i Pavla smještena južno. Sagrađena je u razdoblju 1750-1775. godine kao jednobrodna građevina izduljenog pravokutnog tlocrta s užim, poligonalno zaključenim svetištem i zvonikom pred glavnim pročeljem. Druga kapela posvećena Uznesenju Blažene Djevice Marije smještena sjeverno, sagrađena je u razdoblju 1821. – 1828. godine, a graditelj je Vincent Muelbauer. Manjih je dimenzija, ali osnovnim arhitektonskim elementima eksterijera prilagođena starijoj crkvi. Također je longitudinalna građevina pravokutnog tlocrta s užim, izvana poligonalno zaključenim, a iznutra stiješnjenim svetištem i zvonikom ispred glavnog zapadnog pročelja. Istaknutom pozicijom građevine su dio vizure naselja, kao i okolni ambijent sa samostanom i zgradama stare i nove škole.

## Zaštita
Pod oznakom Z-5702 zavedena je kao nepokretno kulturno dobro - pojedinačno, pravna statusa zaštićena kulturnog dobra, klasificirano kao "sakralna graditeljska baština".